# In viaggio con Che Guevara
In viaggio con Che Guevara è un film documentario del 2003, diretto dal giornalista e scrittore Gianni Minà.